# Akenvruchtmineermot
De akenvruchtmineermot (Etainia louisella) is een vlinder uit de familie van de dwergmineermotten (Nepticulidae). De wetenschappelijke naam is voor het eerst voorgesteld als Nepticula louisella door John Sircom in een publicatie uit 1849.

## Verspreiding
De soort komt voor in vrijwel geheel Europa.

## Waardplanten
De rups leeft op Acer campestre en Acer tataricum (Sapindaceae). Het ei wordt afgezet op de vleugel van een esdoornvrucht. De larve maakt een kort oppervlakkig gangetje in de richting van het zaad, dat uiteindelijk wordt leeggevreten. Aangetaste vruchten blijven aan de plant.